# Valeri Timoxin
Valeri Vasilyeviç Timoxin (ros. Валерий Васильевич Тимохин, Walerij Wasiljewicz Timochin; ur. 15 kwietnia 1959) – azerski strzelec, olimpijczyk, medalista mistrzostw świata i Europy.

## Kariera
Specjalizował się w skeecie. Trzykrotny uczestnik igrzysk olimpijskich (IO 1988, IO 1992, IO 1996). W 1988 roku jako reprezentant ZSRR zajął 11. pozycję (najwyższą w karierze jeśli chodzi o igrzyska olimpijskie). W barwach wspólnej reprezentacji zajął 25. miejsce w 1992 roku, zaś jako reprezentant Azerbejdżanu był 38. w 1996 roku.
Timoxin 4 razy stanął na podium mistrzostw świata. W barwach ZSRR 3 razy zdobył medale w drużynowych zawodach w skeecie (srebro w 1989 i 1990 roku, a także brąz w 1986 roku). Jedyny indywidualny medal wywalczył jako reprezentant Azerbejdżanu – w 1995 roku został wicemistrzem świata, przegrywając wyłącznie z Abdullahem Al-Rashidim. W latach 80. przynajmniej 5 razy stał na podium mistrzostw Europy. Indywidualnie zajął 3. miejsce w 1984 i 1987 roku, zaś w drużynie zdobył co najmniej 3 złote medale (1983, 1984, 1987). Ponadto 5 razy stał na podium zawodów Pucharu Świata i 2 razy podczas finałowych zawodów Pucharu Świata.
Do 1996 roku mieszkał w Baku. Zakończył wówczas karierę sportową i został trenerem. Przez 4 lata pracował w Kuwejcie, potem 4 lata w Katarze, zaś od 2006 roku w Australii (jeszcze w 2015 roku był tam trenerem).

## Wyniki

### Igrzyska olimpijskie
| Igrzyska       | Konkurencja | Wynik                        | Miejsce | Źródło |
| -------------- | ----------- | ---------------------------- | ------- | ------ |
| Seul 1988      | Skeet       | 196 pkt.                     | 11      | [ 2 ]  |
| Barcelona 1992 | Skeet       | 145 pkt. (24–23–25–25–25–23) | 25      | [ 3 ]  |
| Atlanta 1996   | Skeet       | 116 pkt. (21–24–23–25–23)    | 38      | [ 4 ]  |

### Medale mistrzostw świata
Opracowano na podstawie materiałów źródłowych:
| Mistrzostwa      | Konkurencja      | Wynik            | Miejsce |
| ---------------- | ---------------- | ---------------- | ------- |
| Suhl 1986        | Skeet, drużynowo | 441 pkt. (druż.) |         |
| Montecatini 1989 | Skeet, drużynowo | 436 pkt. (druż.) |         |
| Moskwa 1990      | Skeet, drużynowo | 438 pkt. (druż.) |         |
| Nikozja 1995     | Skeet            | 148 pkt.         |         |

### Medale mistrzostw Europy
Opracowano na podstawie materiałów źródłowych:
| Mistrzostwa    | Konkurencja      | Wynik       | Miejsce |
| -------------- | ---------------- | ----------- | ------- |
| Bukareszt 1983 | Skeet, drużynowo | ?           |         |
| Saragossa 1984 | Skeet            | 199 pkt.    |         |
| Saragossa 1984 | Skeet, drużynowo | ?           |         |
| Lahti 1987     | Skeet            | 199+23 pkt. |         |
| Lahti 1987     | Skeet, drużynowo | ?           |         |